# Joselito Carreño Quiñonez
Joselito Carreño Quiñonez MXY (ur. 16 kwietnia 1966 w Cepitá) – kolumbijski duchowny rzymskokatolicki, od 2014 wikariusz apostolski Iníridy.

## Życiorys
Święcenia kapłańskie przyjął 9 listopada 1996 w zgromadzeniu ksawerian z Yarumal. Przez kilka lat prowadził działalność misjonarską w Kenii i Etiopii. W latach 2003–2005 był koordynatorem regionalnym zgromadzenia w Kenii, a w latach 2006–2012 kierował zakonnym seminarium. W 2012 mianowany wikariuszem generalnym zakonu.
3 grudnia 2013 otrzymał nominację na wikariusza apostolskiego Iníridy oraz na biskupa tytularnego Paria in Proconsolare. Sakry biskupiej udzielił mu 15 lutego 2014 abp Ettore Balestrero.